# Lopinga
Genre
Lopinga est un genre paléarctique de lépidoptères (papillons) de la famille des Nymphalidae et de la sous-famille des Satyrinae.

## Systématique
Le genre Lopinga a été décrit par l'entomologiste britannique Frederic Moore en 1893, avec pour espèce type Pararge dumetorum Oberthür, 1886.
Il a pour synonyme Crebeta Moore, 1893, décrit dans la même publication, et dont l'espèce type est Hipparchia deidamia Eversmann, 1851.

## Liste des espèces
Selon FUNET Tree of Life (22 octobre 2020) :
- Lopinga achine (Scopoli, 1763) — la Bacchante — répandue à travers l'Eurasie.
- Lopinga deidamia (Eversmann, 1851) — dans le Sud de la Sibérie, en Mongolie, en Chine, en Corée et au Japon.
- Lopinga dumetorum (Oberthür, 1886) — dans l'Ouest de la Chine.
- Lopinga nemorum (Oberthür, 1890) — au Tibet et dans l'Ouest de la Chine.
- Lopinga lehmanni (Forster, 1980) — au Népal.